# Sistema de Informações da República Portuguesa
Le Sistema de Informações da República Portuguesa ou SIRP, en français Système d'information de la république portugaise, est la première agence de service secret portugais. C'est le tronc de deux services séparés (Serviço de Informações de Segurança et Serviço de Informações Estratégicas de Defesa), chacun ayant une fonction particulière. 
Le SIRP succède à la Polícia internacional e de defesa do estado ou PIDE, qui était la police secrète de Salazar pendant la dictature. Elle ne fut créée qu'en 1984 : ce genre de services rappelait la PIDE, il était donc associé à la dictature. Il a fallu dix ans et des troubles pour que le gouvernement portugais se rende compte de sa nécessité.